# Pallor
Pallor, eller blekhet, är en minskad mängd oxyhemoglobin i huden, organ eller slemhinnor, en minskad färg som kan orsakas av sjukdom, emotionell chock eller stress, stimulantia eller anemi.

## Möjliga orsaker
- migrän eller huvudvärk
- mycket östradiol och/eller östron
- D-vitaminbrist
- osteoporos
- känslomässig reaktion på rädsla, blyghet, sorg
- anemi, till följd av blodförlust, näringsbrist, eller underliggande sjukdom såsom sicklecellanemi
- chock, ett akut vårdläge som orsakas av allvarlig sjukdom eller skada
- förfrysning eller att bli nedkyld
- förkylning
- cancer
- hypoglykemi
- leukemi
- panikattack
- åksjuka
- hjärtsjukdom
- perifera kärlsjukdomar eller strypt blodströmning till den bleka kroppsdelen
- hypotyreos
- hypofysinsufficiens
- skörbjugg
- tuberkulos
- sömnbrist
- feokromocytom
- hög eller kronisk dos amfetamin[2]
- alkoholreaktion eller reaktion på andra droger som cannabis
- blyförgiftning
- metyldopa